# Agencia Presentes
Agencia Presentes es una agencia de noticias con sede en Buenos Aires (Argentina) y en Ciudad de México que cubre principalmente informaciones relacionadas con derechos LGBT y derechos humanos con enfoque de género, realizando coberturas desde Argentina, Chile, El Salvador, Guatemala, Honduras, México, Paraguay, Perú y Uruguay. Agencia Presentes busca no solo visibilizar las violencias contra las personas del colectivo LGBTTI, sino también dar cuenta de las conquista del mismo. Es considerada una agencia noticiosa pionera de su estilo en América Latina.

## Historia
La agencia fue fundada por la uruguaya Ana Fornaro y la argentina María Eugenia Ludueña, quienes habían trabajado en Infojus, un medio público digital de noticias judiciales y de derechos humanos de Argentina, el cual fue cerrado por el gobierno de Mauricio Macri en 2016. La agencia, que está en línea desde el 24 de noviembre de 2016, se financia desde sus inicios con fondos provenientes de la cooperación internacional y de donaciones individuales; en sus inicios también recibió fondos de la Fundación Nacional para la Democracia. Entre los primeros colaboradores de la agencia Presentes se encuentran Esteban Marchand, periodista peruano, que anteriormente se desempeñó en el medio LGBT Sin Etiquetas; Airam Fernández, periodista venezolana residente en Chile; Víctor Hugo Robles, periodista y activista chileno; y María Sanz, periodista de Paraguay.
Desde 2017 la agencia presenta un espacio semanal sobre noticias LGBT en el programa No se puede vivir del amor, emitido por Radio de la Ciudad.
En 2019 la agencia fue declarada «de interés por la defensa y promoción de los derechos humanos» por la Legislatura de la Ciudad de Buenos Aires.
En septiembre de 2020 la agencia lanzó una alianza con Pikara Magazine, mientras que en 2021 fue firmado un acuerdo de cooperación con la Asociación Internacional de Lesbianas, Gays, Bisexuales, Trans e Intersex para América Latina y el Caribe (Ilgalac, filial regional de ILGA). Hacia 2022 poseía una red de corresponsales que cubre noticias en Argentina, Uruguay, Chile, Paraguay, Perú, México, Honduras, El Salvador y Guatemala.